# I tre moschettieri (film 1986)
I tre moschettieri  (The Three Musketeers) è un mediometraggio d'animazione australiano del 1986 ispirato al romanzo I tre moschettieri di Alexandre Dumas e prodotto dalla Burbank Films Australia.
È stato sceneggiato da Keith Dewhurst. È il primo film della Burbank nel quale i personaggi talvolta rompono la quarta parete rivolgendosi direttamente al pubblico.

## Trama
Inizialmente i moschettieri devono sventare il complotto di Richelieu ai danni della regina, andando a recuperare la sua tracolla di diamanti presso il duca di Buckingham, a cui il prezioso ornamento era stato incautamente donato come pegno d'amore. Salvata la reputazione della regina, si verificano uno dopo l'altro l'assassinio del duca e l'avvelenamento della dolce Constance Bonacieux, dietro i quali c'è la mano della perfida Milady de Winter (in questa versione rappresentata come una donna capace di emettere fiamme dalla bocca per accendere candelabri o bruciare fiori nei vasi) la quale, catturata dai quattro eroi, sarà alla fine giustiziata.

## Personaggi e doppiatori
| Personaggio         | Doppiatore originale | Doppiatore italiano |
| ------------------- | -------------------- | ------------------- |
| D'Artagnan          | Ivar Kants           | Massimo Rinaldi     |
| Cardinale Richelieu | Noel Ferrier         | Carlo Reali         |
| Milady de Winter    | Kate Fitzpatrick     | Germana Dominici    |

Nel cast vocale originale figurano, inoltre, Tina Bursill, Anna Volska, Tim Elston, Phillip Hinton, Andrew Lewis, Keith Robinson e George Stephenson.

## Produzione
Il film fa parte di un ciclo di adattamenti di romanzi classici intrapreso dalla Burbank a partire dal 1982. Sebbene l'opera di Dumas I tre moschettieri abbia il proprio sequel ne Il visconte di Bragelonne, la Burbank realizzò la versione animata di quest'ultimo (con il titolo The Man in the Iron Mask) un anno prima rispetto a The Three Musketeers, nel 1985, e sempre con la sceneggiatura di Keith Dewhurst.

## Distribuzione
L'opera ha goduto di distribuzione direct-to-video anche in altri paesi europei oltre all'Italia. In Spagna, per esempio, è stata distribuita a partire dal 1994 in una duplice edizione: quella in lingua catalana ha come titolo Els tres mosqueters, quella in lingua spagnola, invece, il titolo Los tres mosqueteros. Ne è stata realizzata anche una versione in lingua francese.

### Edizione italiana
Il film è stato distribuito in VHS nel 1990 dalla Fabbri Editori nella collana per l'edicola Avventure senza tempo e nel 1994 dalla Stardust nella collana Le avventure più belle.